# Mr. Goemon
Mr. Goemon es un videojuego de plataformas con scroll lateral desarrollado por Konami y publicado originalmente como arcade en mayo de 1986. El juego se basaba en Ishikawa Goemon, un conocido forajido japonés del siglo XVI.